# Nœud double
Le nœud double, ou nœud entier, ou "nœud plein" est un nœud d'arrêt augmentant brutalement le diamètre de la corde.

## Nouage

Réalisation du nœud double.

À la réalisation du nœud simple, tourner le passant une fois supplémentaire.

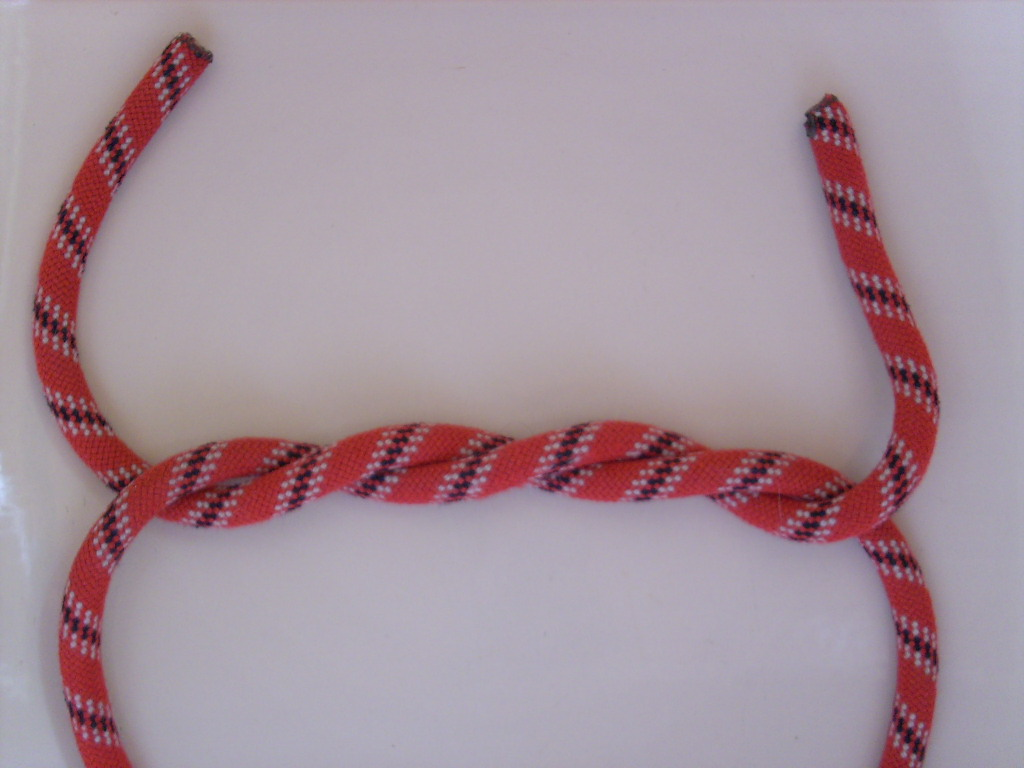
Tourner une fois de plus qu'un nœud simple ;
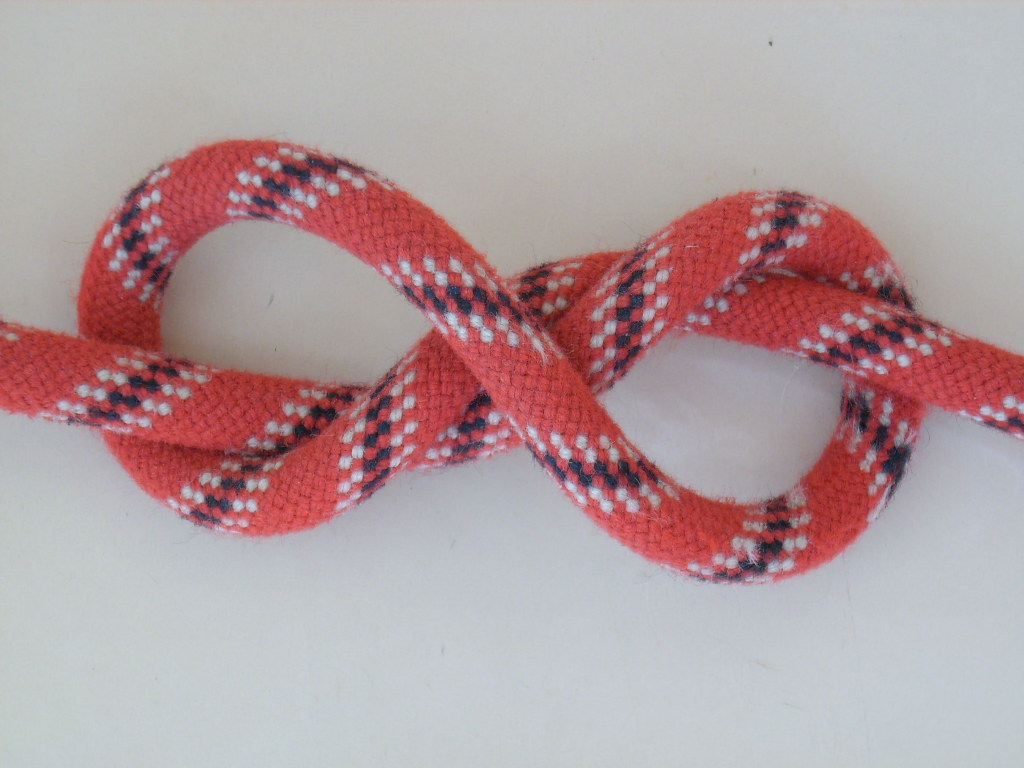
tirer ;
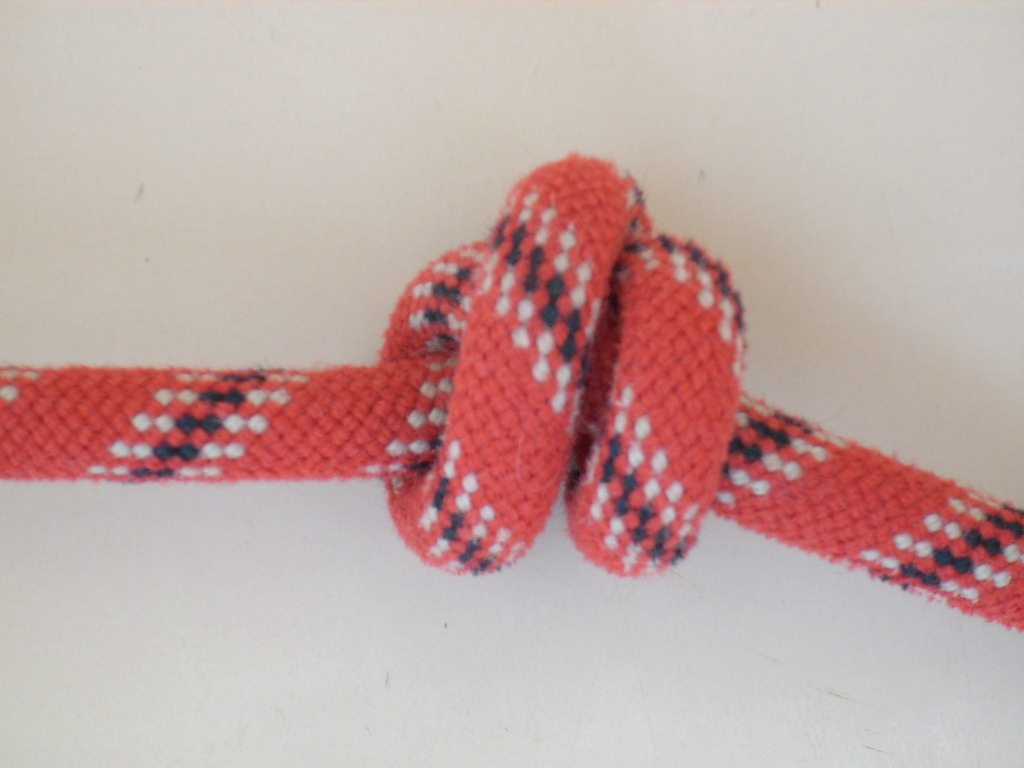
serrer.

## Usage

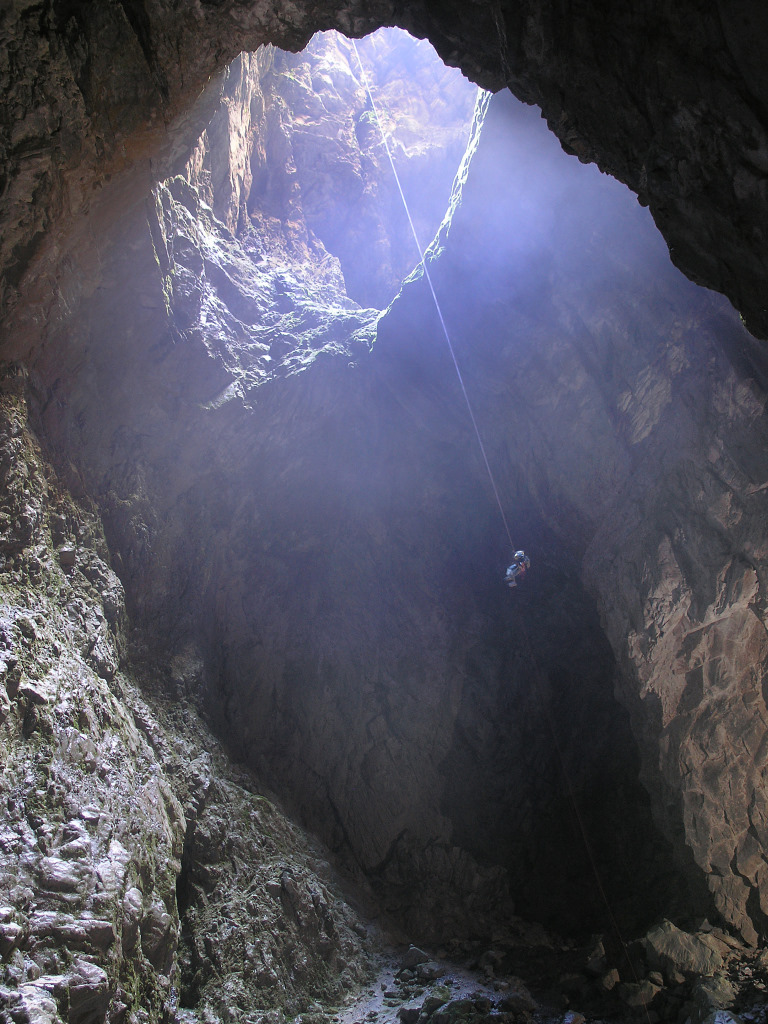
Une règle pour les spéléologues : préparer des nœuds en bout de corde permettant de bloquer le descendeur lorsque la corde est trop courte. Ici dans un puits de près de 180 mètres en Nouvelle-Zélande.

En marine généralement pour former un nœud coulant, remplacer les demi-nœuds d'un nœud de pêcheur, ou pour éviter de faire une épissure pour fermer un œil autour d'une cosse-cœur sur des cordages de petit diamètre.
En spéléologie, le nœud double est souvent utilisé pour terminer la corde de progression, généralement enkitée (ensachée dans un kit) ; il sert de butée au descendeur lorsque la corde est plus courte que le puits. Il est généralement associé à un nœud de huit double qui anticipe la jonction tressée d'une autre corde (afin de continuer la progression), et qui double la sécurité.

## Intérêt et limites
Excellente tenue au test de traction sur corde alpine statique et dynamique :
- à la différence du demi-nœud, le nœud double ne glisse pas ;
- à la différence du nœud en huit, le nœud double ne se retourne pas.

Le nœud double est difficile à défaire après avoir été mis sous tension.

## Variantes
Le nœud double est une variante du demi-nœud, ou nœud de base. Le nœud de pêcheur double et le nœud double gansé sont dérivés du nœud double.
S'utilise aussi en nœud triple, réalisé avec un tour de plus.